# 大橋勝夫
大橋 勝夫（おおはし かつお、1905年（明治38年）1月11日 - 1945年（昭和20年）7月16日）は、日本の海軍軍人（海兵53期卒）。太平洋戦争において四艦の潜水艦長を歴任し、交通破壊戦に戦果を挙げた。その一方で漂流していた連合国将兵を攻撃せず、戦後になってこの大橋の行為が明らかとなった。神龍特別攻撃隊を構成した「伊13」潜水艦長として戦死し、一階級昇進により最終階級は海軍大佐。

## 生涯

### 潜水艦専攻士官
大橋は三重県出身で、横須賀中学校を経て海軍兵学校に入校した。1925年（大正14年）に卒業した(53期)の同期生には海軍青年士官運動の中心人物である藤井斉がおり、他の10名が特別高等警察作成のブラックリストに掲載されているが、大橋の名はない。大橋の卒業席次は62名の卒業生中14番であった。駆逐艦「蓼」航海長などを経て、潜水艦専攻士官（将校）となり、「呂67」潜水艦長を経て、「伊156」潜水艦長として太平洋戦争の開戦を迎えた。

### 太平洋戦争

#### 伊156潜水艦長
「伊156」は吉冨説三司令官が率いる第四潜水戦隊の第一九潜水隊に属した。吉冨少将は、マレー作戦に参戦するマレー潜水部隊指揮官でもあり、醍醐忠重司令官が率いる第五潜水戦隊も指揮下におき、開戦時はマレー半島東方でイギリス東洋艦隊の出撃に備えた。1941年（昭和16年）12月8日、「伊156」はオランダ海軍潜水艦を雷撃したが、命中していない。僚艦の「伊165」（原田毫衛潜水艦長）は英戦艦「プリンス・オブ・ウェールズ」、同「レパルス」の発見に成功した。第一期作戦終了後の12月末、第四潜水戦隊は第二期作戦として連合国艦船の攻撃に向かい、「伊156」はジャワ島の南方で作戦に従事した。開戦から翌年1月末の帰還までに「伊156」が挙げた戦果は連合国商船4隻（9,076t）撃沈、2隻（10,234t）撃破である。
1月31日、「伊156」はパレンバン攻略作戦（L作戦）に協力する海軍潜水艦部隊として出撃し、商船1隻（973tまたは979t）を撃沈した。第四潜水戦隊は3月10日をもって解隊し、「伊156」は第五潜水戦隊に編入となるが、その2日前に「伊156」は海上にある連合国将兵を発見する。この将兵は英、豪洲国籍の英空軍隊員で、ボートでジャワ島を脱出した12名であった。「伊156」はボートの周囲を旋回したが、攻撃せずに離脱した。この12名の将兵は豪州にたどり着き、うち5名が戦後に豪洲国防省職員に「伊156」乗員を探し出すよう依頼した。職員は当時の「伊156」乗員に「水交」誌上で呼びかけを行い、また毎日新聞にも協力を求め、記事が掲載される。こうして当時の乗員が見つかり、潜水艦長が大橋であったことが判明する。この元「伊156」乗員によれば当時の艦内には漂流者を攻撃する雰囲気もあったが、大橋は見逃すことにした。大橋はこの出来事につき「武器ひとつ持っていなかったのでやめた。いくら戦争でもフェアにやらなきゃ」と語っていたという。豪洲国防省職員は「日本の海軍乗員を代表した、特筆大書すべき同情に満ちた行為であった」と述べている。
「伊156」はミッドウェー海戦に参戦するが、第一航空艦隊（南雲機動部隊）は空母4隻を失う大敗北を喫する。日本海軍潜水艦部隊は、その後も米海軍機動部隊の捕捉を目指し東経180度付近に散開線を展開した。しかし第三潜水戦隊、第五潜水戦隊、および第一三潜水隊を使用し、750kmに及んだこの散開線で発見されたのは「伊156」によるタンカー1隻のみであった。「伊156」は6月に日本へ帰還し、大橋は同潜水艦長から離任した。

#### 伊181潜水艦長
1943年（昭和18年）2月、「伊181」艤装員長に補され、5月の竣工後に初代潜水艦長に就任する。第一一潜水隊に所属して訓練を行った後、第二二潜水隊に編入され南方方面に出撃した。所属は第六艦隊、南東方面部隊と変化したが、11月26日にセント・ジョージ岬沖海戦で撃沈された駆逐艦「夕霧」に乗艦していた11名を救助した。12月にはニューギニア島東部のシオへ物資輸送に従事し、爆撃を受けながらも44tの揚陸に成功したのち、20日付で離任している。

#### 伊54潜水艦長

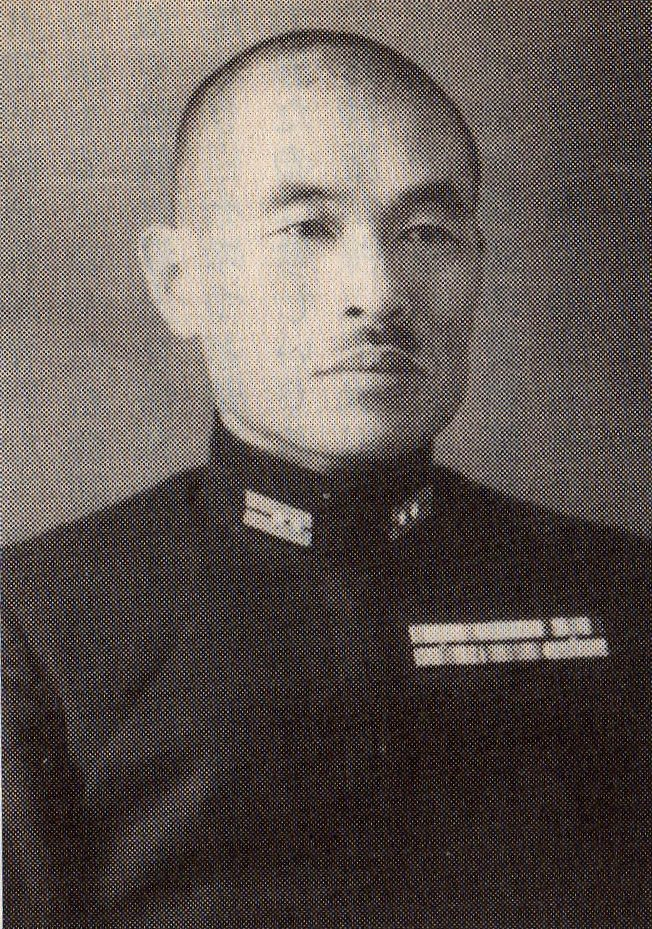
同期生の日下敏夫。大橋と日下は最後の第一潜水隊の同僚艦長でもあった。

1944年（昭和19年）2月、「伊54」艤装員長に補され、3月の竣工後初代潜水艦長に就任する。同艦は第一一潜水隊、次いで第一五潜水隊に属し、訓練終了後の7月7日にサイパン島への物資輸送を命じられた。すでにサイパンの戦いは日本軍の敗北が決定的な状況にあり、目的地はテニアン島に変更となった。命令にはテニアン島で戦っていた第一航空艦隊司令部要員、搭乗員の救出も含まれ、同様の任務を帯びた「伊26」、「伊45」がグアム島へ、「伊55」はテニアン島に向かったが「伊55」は消息不明となり、「伊54」は使用した運砲筒が水没したため輸送は失敗している。この作戦では「伊26」のみが成功しているが、同潜水艦長であった日下敏夫は、この時期にサイパン、テニアン両島へ向かわせた命令を、「上層部の無茶苦茶なところ」と批判している。大橋は横須賀に帰還後の8月末に離任した。

#### 伊13潜水艦長
同年9月、大橋は「伊13」艤装員長に補され、12月の竣工後に初代潜水艦長に就任する。この艦は水上16knotで21000カイリの航続力、水上攻撃機2機の搭載が可能な伊一三型潜水艦のネームシップで、常備排水量3603tの大型潜水艦であった。「伊13」は同型艦の｢伊14｣および「伊400」（日下敏夫潜水艦長）、｢伊401」（南部伸清潜水艦長）の四艦で第一潜水隊を構成し、司令には有泉龍之助が就任した。
日本海軍最後の第一潜水隊は、その搭載する「晴嵐」10機をもってパナマ運河を特攻によって破壊することを目的としていた。神龍特別攻撃隊と名付けられたこの特別攻撃隊は、七尾湾での訓練を実施したが、「晴嵐」の故障多発、生産力の低下などで機数がそろわず、沖縄戦が開始されたことで戦機は失われた。攻撃目標はウルシー環礁に在泊する米海軍機動部隊に変更となり、「伊13」、「伊14」は「彩雲」を各2機ずつトラック諸島へ輸送しトラック、ウルシー方面の事前偵察に従事させる光作戦を課せられた。この偵察結果をもとに「伊400」、「伊401」の「晴嵐」6機が特攻攻撃を行う嵐作戦が予定されたのである。「伊13」にはその後香港からシンガポールへの「晴嵐」輸送任務が予定されていた。乗員家族にはこの出撃を承知している者もおり、乗員と家族の面会が許されている。
「伊13」は7月11日に大湊要港部を出撃する。しかしほどなく消息を絶ち、大橋以下140名は8月1日をもって戦死認定を受けた。この戦死者数は一潜水艦のものとしては日本海軍史上最多であり、新婚の先任将校夫人は自殺している。戦後の調査でも米軍の該当記録が見つからなかったが、この時期に米海軍機動部隊は北海道、東北地方方面を襲撃するため北上しており、「伊13」はこの機動部隊の艦載機、駆逐艦によって7月16日に撃沈されたとする指摘がある。しかし米軍記録による撃沈位置と「伊13」の予定航路は一致していない。